# Harvey Samuel Firestone
Harvey Samuel Firestone (ur. 20 grudnia 1868 w East Fairfield w Ohio, zm. 7 lutego 1938 w Miami Beach) – amerykański przedsiębiorca, założyciel i właściciel koncernu oponiarskiego Firestone Tire & Rubber Company.

## Życiorys

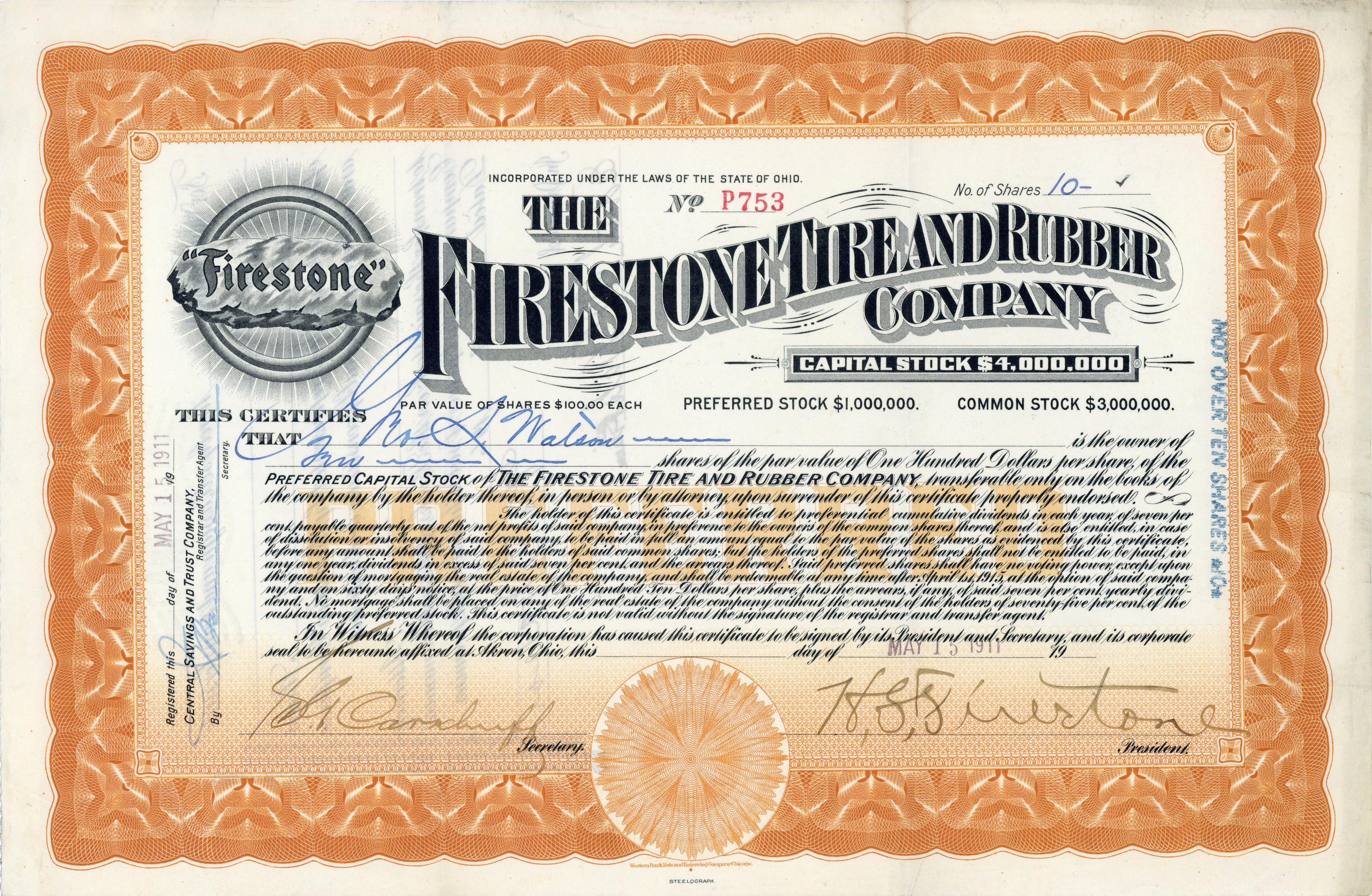
Uprzywilejowana akcja spółki Firestone Tire and Rubber Company w wysokości 10 udziałów po 100 USD każdy, wyemitowana 15 maja 1911 r. w Akron w stanie Ohio, podpisana przez Harveya S. Firestone'a jako prezesa

Harvey Samuel Firestone urodził się 20 grudnia 1868 roku w East Fairfield w Ohio. W młodości pracował dla sprzedawcy wozów, ale dość szybko doszedł do wniosku, że gumowe opony są wygodniejsze do jazdy od drewnianych kół ze stalowym obiciem. W 1895 roku spotkał dopiero rozpoczynającego swoją działalność Henry'ego Forda, któremu sprzedał zestaw opon. W ten sposób rozpoczęła się ich wieloletnia współpraca i przyjaźń. W 1900 roku Firestone uznał, że czas wozów konnych dobiegł końca, a nadszedł czas samochodu i założył w Akron Firestone Tire & Rubber Company. Trzy lata później Firestone zaczął produkować własne opony, a po kolejnych trzech latach (1906) sprzedał 2.000 zestawów opon Fordowi, co było wówczas największą taką transakcją na rynku. W 1908 roku Ford uruchomił pierwszą taśmową produkcję modelu T, w związku z czym zaczęła rosnąć także sprzedaż firmy Firestone'a, która w 1910 roku po raz pierwszy przekroczyła barierę miliona dolarów. W połowie lat 1920. Firestone kontrolował 25% amerykańskiego rynku i założył własną produkcję surowca w Liberii.
Firestone odszedł w 1932 roku na emerytuę i zmarł 7 lutego 1938 roku w Miami Beach.
Jego firma rozwijała się do lat 1970. Na początku tej dekady rozpoczęto produkcję opon radialnych, które miały gwarantować dłuższą żywotność, jednak wprowadzono je w dużym pośpiechu i dopiero po czasie podczas wewnętrznych testów zaobserwowano rozwarstwianie się opony podczas jazdy. Pomimo odkrycia usterki Firestone nadal je produkował i dopiero pod naciskiem agencji ochrony konsumentów i amerykańskiej administracji został zmuszony do odebrania od klientów 10 milionów wadliwych opon. W następnych latach udowodniono firmie, że wiedziała wcześniej o wadzie produktu, co spowodowało utratę zaufania klientów. W 1988 roku jego firma została sprzedana japońskiemu Bridgestone Corporation.